# 四臂躄魚科
四臂躄魚科(是輻鰭魚綱鮟鱇目躄魚亞目的其中一科。

## 分類
本科下分2屬2種，如下：
- 雙臂躄魚屬(Dibrachichthys)
  - 黑尾雙臂躄魚(Dibrachichthys melanurus)
- 四臂躄魚屬(Tetrabrachium)
  - 眼斑四臂躄魚(Tetrabrachium ocellatum)